# 阿斯塔亚克
阿斯塔亚克（法語：Astaillac，法語發音：[astajak]）是法国科雷兹省的一个市镇，属于布里夫拉盖亚尔德区。

## 地理
阿斯塔亚克（44°57'5"N, 1°49'53"E）面积7.35 平方千米，位于法国新阿基坦大区科雷兹省，该省份为法国中南部省份，北起上维埃纳省和克勒兹省，西接多爾多涅省，南至洛特省，东临多姆山省和康塔爾省。
与阿斯塔亚克接壤的市镇（或旧市镇、城区）包括：阿尔蒂亚克、利乌德尔、锡奥尼亚克、塞尔河畔加尼亚克、日拉克、多尔多涅河畔博略。

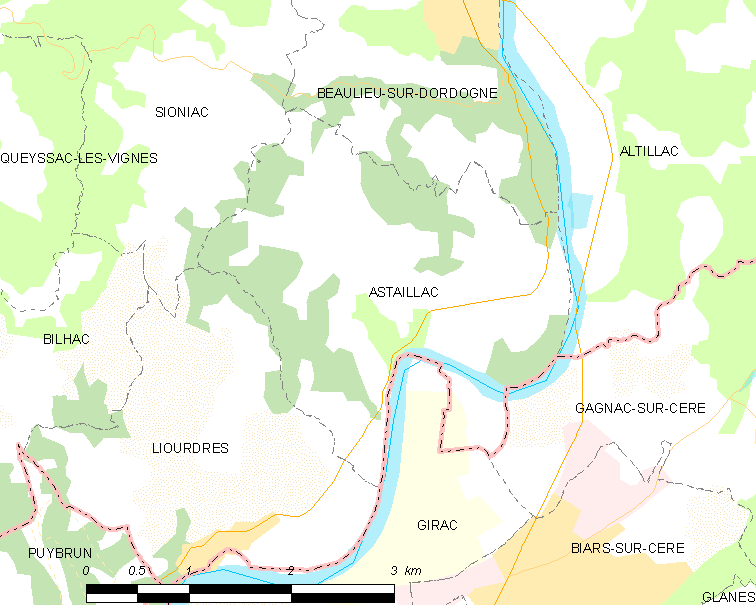
阿斯塔亚克的OSM定位图

阿斯塔亚克的时区为UTC+01:00、UTC+02:00（夏令时）。

## 行政
阿斯塔亚克的邮政编码为19120，INSEE市镇编码为19012。

## 政治
阿斯塔亚克所属的省级选区为科雷兹南部县。

## 人口

1962-2008年间阿斯塔亚克人口变化图示

阿斯塔亚克于2022年1月1日时的人口数量为207人。